# Коптев-Дворников, Владимир Сергеевич
Владимир Сергеевич Коптев-Дворников (3 [16] июля 1903, Киев — 15 сентября 1970, Москва) — советский учёный-геолог, доктор геолого-минералогических наук (1943), профессор (1946). Заслуженный деятель науки Казахской ССР (1961).

## Биография
Родился 3 (16) июля 1903 года в городе Киеве, Российская империя.
В 1929 году окончил Московскую горную академию. Научную работу начал в 1924 году под руководством Е. В. Милановского и Е. А. Кузнецова (с 1925).
В 1929—1930 годах работал в Институте прикладной минералогии. Преподавал в Московском политехническом институте.
В 1930—1953 годы ассистент, доцент, профессор Московского геолого-разведочного института (МГРИ). Ассистент кафедры петрографии (1930—1933), доцент (1933—1940), профессор (1947—1952), заведующий кафедрой петрографии (1952—1953). Кандидат геолого-минералогических наук (1936), доктор геолого-минералогических наук (1943), звание профессор (1946).
Заместитель председателя Межведомственного петрографического комитета при АН СССР.
В 1936—1960 годы исследовал полезные ископаемые Казахстана (Майкайынское месторождение золота, Северный Балкаш, Сарысу-Тенизский водораздел, горы Улытау).
В 1952 году создал и возглавил Казахстанскую комплексную экспедицию Института геологических наук (Институт геохимии, минералогии и петрографии) АН СССР.
С 1954 года — профессор кафедры петрографии геологического факультета МГУ. Был научным руководителем Степнянской экспедиции МГУ.
Скончался 15 сентября 1970 года в Москве.

## Награды, звания и премии
- 1953 — Орден Трудового Красного Знамени.
- 1961 — Заслуженный деятель науки Казахской ССР.

## Публикации
Основные научные труды:
- Палеозойские интрузивные комплексы Бетпакдалы. М., 1960;
- О геохимической и металлогенической специализации магматических комплексов // Металлогеническая специализация магматических комплексов, М., 1964.